# Computerschach

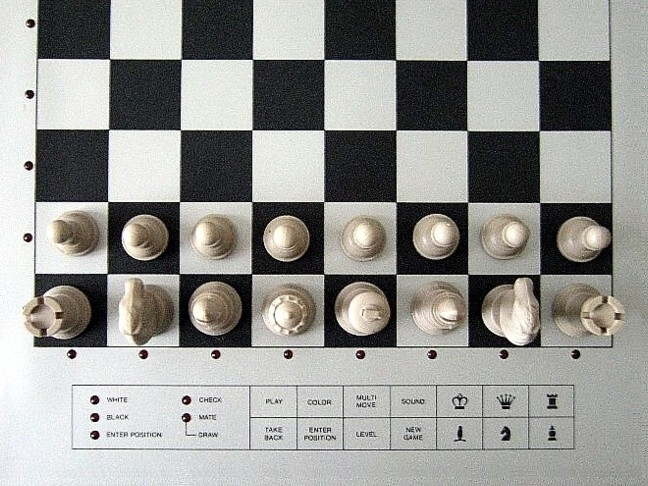
Tandy RadioShack 1650 aus den 1980er Jahren

Computerschach bezeichnet das Spielen von Schach gegen einen Computergegner, das Spielen von Computern untereinander, die Entwicklung von schachspielenden Maschinen (Schachcomputer) sowie die Entwicklung von Schachprogrammen.
Die Idee, eine schachspielende Maschine zu erschaffen, reicht in das 18. Jahrhundert zurück. Weiteres zur Geschichte siehe unter Schachcomputer, zur Funktionsweise unter Schachprogramm.

## Computerschach als Forschungsgegenstand
Die Hauptziele des Computerschachs waren Unterhaltung, Schachanalyse und die Hoffnung auf Einsichten in das menschliche Denken. Seit Mitte der 1960er Jahre wurde Computerschach oft als „Drosophila der künstlichen Intelligenz“ bezeichnet. Während die ersten beiden Ziele innerhalb von 50 Jahren mit Bravour erreicht wurden, wurde die Hoffnung auf Einsichten in das menschliche Denken enttäuscht. Alle Forschungen in diese Richtung (z. B. von Michael Botwinnik oder Allen Newell) waren nie von Erfolg gekrönt.
Aus diesem Grund war Computerschach (ebenso wie Scrabble) lange Zeit kein Forschungsgegenstand mehr und wurde größtenteils ersetzt durch Spiele wie Go oder Arimaa, da Computerprogramme bei diesen weniger durch reine Rechenleistung als durch eine wesentlich komplexere Bewertungsfunktion Erfolge erzielen können und beide Spiele trotzdem relativ leicht von Menschen erlernt und erfolgreich gespielt werden können.
Stattdessen hat die anhaltende Miniaturisierung und oftmalige Verdopplung der Rechengeschwindigkeit von Computern dem Lager der Brute-Force-Verfechter des Schachs in die Hände gespielt: Schachcomputer für den Hausgebrauch sind heutzutage zu vernachlässigbaren Kosten zu erstehen und es gibt eine Reihe von Schachprogrammen (Open-Source- und Freeware-Programme wie Fruit, Amy, Pepito, Crafty, Stockfish und andere), die auf handelsüblichen PCs Großmeistern ebenbürtig oder weit überlegen sind. Auch professionelle Programme wie Shredder, Junior oder Fritz schlagen die Weltspitze in Turnierbedenkzeiten regelmäßig.
Offen ist, ob die Rechner das Schachspiel in absehbarer Zeit uninteressant machen, da ihre Spielstärke ständig steigt. Allerdings wird argumentiert, dass selbst bei immer besser werdenden Computerprogrammen das Schachspiel interessant bliebe – schließlich würden sich Menschen auch noch im Sprint oder Marathonlauf messen, obwohl jedes motorisierte Gefährt schneller sei. Eine Möglichkeit ist, bei Showkämpfen jeweils nur so starke Hardware einzusetzen, dass die Software mit dem Gegner in etwa gleichauf liegt. Während Deep Blue 1997 auf spezialisierter Hardware bereits ca. 200 Millionen Stellungen pro Sekunde analysieren konnte, vermochte Deep Fritz 2006 auf handelsüblicher Hardware lediglich rund acht bis zehn Millionen Stellungen pro Sekunde zu analysieren. Der Geschwindigkeitsnachteil der Hardware wurde jedoch durch verbesserte Sortier-, Such- und Bewertungsalgorithmen der Software kompensiert.
Offen ist weiterhin, ob Computer irgendwann einmal berechnen können, ob bei beiderseits bestem Spiel festgestellt werden kann, wer gewinnt oder ob jeder Kampf zwangsläufig remis endet.
Im Jahre 2017 verblüffte AlphaZero die Schachwelt. Die Google-Forscher der Alpha-Zero-Gruppe veröffentlichten 10 Partien aus einem Turnier von 100 gegen Stockfish 8, das AlphaZero mit 28 Siegen bei 72 Remisen ohne Niederlage überlegen gewann. Das Programm hatte sich das Schachspiel in nur wenigen Stunden selbst beigebracht, indem es Millionen Partien gegen sich selbst spielte, nur mit der Kenntnis der Spielregeln. Das Projekt war und blieb aber ansonsten im stillen Kämmerlein.
Kurz darauf wurde auch ein Open-Source-Projekt ähnlicher Art gestartet: Leela Chess Zero (Lc0). Dieses läuft auf normaler PC-Hardware. Ende 2018 gelang Lc0 ein sensationelles Ergebnis im Welt-Computerschach-Turnier, wo es alle aktuellen Schachprogramme besiegte, bis es sich ganz knapp im Entscheidungskampf geschlagen geben musste.
Interessant an dieser neuen Entwicklung ist zum einen, dass diese KI-Schachprogramme verblüffend „menschlich“ spielen. Das Positionsspiel und die Strategie kommen hier viel mehr zum Tragen. Bei Lc0 kann man durch Auswahl von älteren Netzwerk-Dateien die Spielstärke dem eigenen Können anpassen. Dann spielt Lc0 tatsächlich einfach schwächer – wie ein Mensch. Bei herkömmlichen Schachprogrammen hingegen hat man den Eindruck, dass die ansonsten perfekt spielende Maschine einfach hin und wieder einen schlechten Zug einstreut.

## Strategien gegen Computer
Während Menschen längerfristige Pläne entwerfen können, dabei gelegentlich aber kurzfristige Drohungen übersehen, nutzen Computer jeden kleinsten taktischen Fehler aus. Die Programmierer versuchen, ihren Programmen auch immer bessere strategische „Kenntnisse“ beizubringen. Dabei gibt es jedoch insbesondere Probleme dabei, wie eine Position zu bewerten ist. Ein Schachprogramm probiert grob gesagt jeden möglichen Zug (und alle darauf möglichen bis zu einer bestimmten Tiefe) aus und bewertet die entstehenden Stellungen mittels einer Bewertungsfunktion. Viele Positionen sind aber nur schwer mit einer Zahl zu bewerten. Oft haben Merkmale wie Bauernstruktur, offene Linien etc. für beide Seiten Vor- und Nachteile. Menschen können nicht jeden Zug im Kopf durchspielen und die sich ergebenden Stellungen betrachten, zumal oft nur eine begrenzte Zeit für jeden Zug gegeben ist. Vielmehr ergibt sich aufgrund der Erfahrung ein Gefühl (Intuition) dafür, welcher Zug in welcher Stellung einen Vorteil ergeben könnte. Diese Züge werden dann genauer betrachtet.
Deutlich überlegen sind Computer dem Menschen bei taktischen Manövern, die innerhalb ihrer Rechentiefe abgeschlossen werden können. Besonders gefährlich ist dabei die Dame, sodass menschliche Spieler oft versuchen, den Computer zu einem Damentausch zu bewegen. Es liegt in der Natur der Sache, dass derartige „Tricks“ – einmal erkannt – von den Programmierern in Nachfolgeversionen bei der Programmierung berücksichtigt werden.
Strategisch muss ein Mensch gegen einen Computer mit langfristig angelegten Manövern operieren, deren Ansatz für den Computer im Rahmen seiner Rechentiefe zunächst nicht erkennbar ist. So hatte z. B. Wladimir Kramnik einmal gegen Deep Fritz Erfolg mit einem langfristig angelegten möglichen Durchmarsch eines Freibauern, der – zunächst noch nicht weit gezogen – von Deep Fritz erst zu spät als ernste Bedrohung erkannt wurde. Somit bestraft der Computer kombinatorische Strategien und erzwingt eine positionelle Spielanlage.
Eine weitere Strategie besteht darin, zu Beginn einen unüblichen Zug zu spielen, um den Computer rasch aus seinem Eröffnungsrepertoire hinauszudrängen. So muss er damit beginnen die günstigen Spielzüge zeitintensiv zu berechnen, statt sie in einer Tabelle nachzuschlagen. Für den menschlichen Spieler birgt dies allerdings auch Risiken.

## Schachcomputer im Spiel gegen Menschen

### Die Levy-Wette
Im Jahre 1968 wettete der schottische Internationale Meister David Levy mit mehreren Informatikern um 1250 englische Pfund, dass es innerhalb der folgenden zehn Jahre kein Computerprogramm schaffen würde, ihn in einem Wettkampf zu besiegen. Im August 1978 kam es in Toronto zum Match gegen das damals beste Programm Chess 4.7, das Levy mit 3,5:1,5 gewinnen konnte. 1979 spielte er gegen eine verbesserte Version dieses Programms eine Schaupartie, die im ZDF übertragen wurde und mit einem Remis endete. Es kam zu einer zweiten Wette, die nochmals über zehn Jahre lief. Im Jahre 1988 war Levy dann aber gegen das Programm Deep Thought völlig chancenlos und verlor mit 0:4.

### AEGON-Turniere
Zwischen 1986 und 1997 fanden in Den Haag jährlich Turniere zwischen Schachcomputern und menschlichen Spielern statt, die von der Versicherungsgesellschaft AEGON finanziert wurden. In den ersten Jahren spielten ausschließlich niederländische Amateure gegen die Computer, später wurden auch bekannte Großmeister wie David Bronstein, Jeroen Piket, Vlastimil Hort, John Nunn, Larry Christiansen und Yasser Seirawan eingeladen, um den immer besser werdenden Computern Paroli bieten zu können. Obwohl in allen zwölf Turnieren ein Mensch die Einzelwertung gewann, siegten die Computer 1993 erstmals in der Gesamtwertung.

### Wettkämpfe gegen die Weltspitze
Seit den 1990er Jahren wurden Schachcomputer auch für Spieler der Weltelite zu ernstzunehmenden Kontrahenten, zunächst aber nur im Blitz- und Schnellschach. Am 31. August 1994 kam es zu einer Sensation, als der Weltmeister Garri Kasparow bei einem Schnellturnier in London gegen das auf einem Pentium laufende Programm Chess Genius mit 0,5:1,5 verlor.
Die speziell entwickelte Schachmaschine Deep Blue von IBM schlug Kasparow 1997 in einem medienwirksamen Wettkampf über sechs Partien mit langer Bedenkzeit. Da diese Version von Deep Blue allerdings öffentlich nur insgesamt diese sechs Partien gespielt hat, ist über die erreichte Spielstärke nicht viel bekannt. Nach dem Wettkampf äußerte Kasparow den Verdacht, der Sieg der Maschine in der zweiten Wettkampfpartie sei mit menschlicher Hilfe zustande gekommen. Anhaltspunkte, die diese Behauptung stützen würden, wurden nicht gefunden.
In den Jahren 2002 und 2003 hielten neuere Programme remis in Schau-Wettkämpfen gegen zwei der weltbesten Großmeister (Brains in Bahrain 2002 Deep Fritz gegen Wladimir Kramnik, 2003 Junior und wiederum Deep Fritz gegen Kasparow).
Im Jahr 2005 trat der Großmeister Michael Adams (im Juli 2005 die Nummer 7 der Schachweltrangliste) zu einem Match gegen den Computer Hydra an. Die Rechenleistung des Programms betrug ca. 200 Millionen Stellungen in der Sekunde. Der Rechner entschied das Match mit fünf Siegen und einem Remis klar für sich. Im Turnier bleibt die Maschine von Menschen bisher ungeschlagen. Im Fernschach musste Hydra gegen Fernschach-Großmeister Arno Nickel jedoch schon zwei Niederlagen einstecken.
Vom 25. November bis 5. Dezember 2006 spielte Wladimir Kramnik gegen Deep Fritz 10 in Bonn einen Wettkampf über sechs Partien. Dabei galten einige für den Menschen vorteilhafte Bedingungen: Kramnik erhielt vorab die im Wettkampf eingesetzte Programmversion, um sich mit ihrer Spielweise vertraut zu machen. Während der Partien wurden ihm die im Eröffnungsbuch des Programms gespeicherten Züge angezeigt. Nach 56 Zügen hätte er das Recht gehabt, eine Hängepartie zu beantragen, außerdem hätte er in Stellungen, die von der Endspieldatenbank entsprechend bewertet werden, ein Remis reklamieren können. Dazu kam es im Wettkampf allerdings nicht. Deep Fritz siegte mit 4:2 (2 Siege, 4 Remis).
In den Jahren 2014 und 2016 versuchte noch einmal der amerikanische Großmeister Hikaru Nakamura (beste Elo-Zahl 2816 im Oktober 2015) vergeblich, „die Ehre der Menschheit“ zu retten. Er unterlag – trotz nicht unerheblicher Vorgaben – 2014 der Schachengine Stockfish mit 1:3 und 2016 der Engine Komodo mit 1,5:2,5 ohne Partiegewinn. Sam Copeland verglich den „tapferen“, aber vergeblichen Widerstand gegen Komodo mit den historischen Schlachten von Alamo und bei den Thermopylen.
Nach der Niederlage Kasparows begannen auch die besten menschlichen Spieler systematisch mit der Unterstützung von Schachcomputern zu trainieren. Insbesondere wurde auch versucht, spezielle Strategien für Wettkämpfe gegen Computer zu entwickeln. Heutzutage sind Menschen schon Schachprogrammen auf einem Handy unterlegen. Erschwerend kommt hinzu, dass Computer während der gesamten Partie mit jedem Zug ihr bestes Schach spielen, da sie anders als Menschen nicht ermüden und ihnen keine offensichtlichen Fehlzüge unterlaufen.

## Wettkämpfe zwischen Schachcomputern
Es gab und gibt eine Reihe von Wettkämpfen und Turnieren zwischen Schachcomputern. International bedeutend waren die Nordamerikanische Computerschachmeisterschaft (NACCC) und die Mikrocomputer-Schachweltmeisterschaft (WMCCC). Das wichtigste Computerschachturnier ist die inzwischen jährlich stattfindende Schachcomputerweltmeisterschaft (WCCC). Mitte August 2019 fand die 25. WCCC in Macau statt. Weltmeister wurde wie in den drei Vorjahren Komodo.
Ein weiterer Wettbewerb im Computerschach ist die Top Chess Engine Championship (TCEC), an der auch freie Schachprogramme teilnehmen. Von manchen wird die TCEC als inoffizielle Weltmeisterschaft im Computerschach betrachtet. Der bisher erfolgreichste Teilnehmer an der TCEC ist das Schachprogramm Stockfish, während der WCCC Champion Komodo zuletzt 2015 einen Titel errang.

## Computerschach in den Medien
Schachspielende Computer sind auch immer wieder Motive in Filmen, zum Beispiel in 2001: Odyssee im Weltraum. In der Serie Raumschiff Enterprise bemerkt der erste Offizier (Mr. Spock) des Raumschiffes eine Fehlfunktion des Computers, als dieser im Schach gegen ihn verliert und nicht, wie zu erwarten gewesen wäre, ein Unentschieden gegen den Vulkanier erreicht. In einem der Star-Trek-Kinofilme (Star Trek IV) gehört ein durch einen Computer gestelltes Schachproblem im 3D-Schach zu den Aufgaben, mittels deren die mentalen Fähigkeiten Spocks nach einem Unfall überprüft werden.